# Summercourt
Summercourt är en by i civil parish St. Enoder, i distriktet Cornwall, i grevskapet Cornwall, i England. Byn är belägen 13 km från Truro. Byn hade 842 invånare år 2021.